# Miskey Árpád
Miskey Árpád (Budapest, 1886. szeptember 11. – 1962. október 15.) magyar birkózó, olimpikon.
A stockholmi 1912. évi nyári olimpiai játékokon indult birkózásban. Középsúlyban indult és annak az „A” részében. Ez 75 kilogrammig volt. Négy mérkőzése volt és a negyedik körben esett ki. Összesítésben 11. helyen végzett. Súlycsoportjában háromszoros országos bajnok: 1921, 1923, 1924.
Klubcsapata a Magyar AC volt.